# Tragédia dos anticomuns

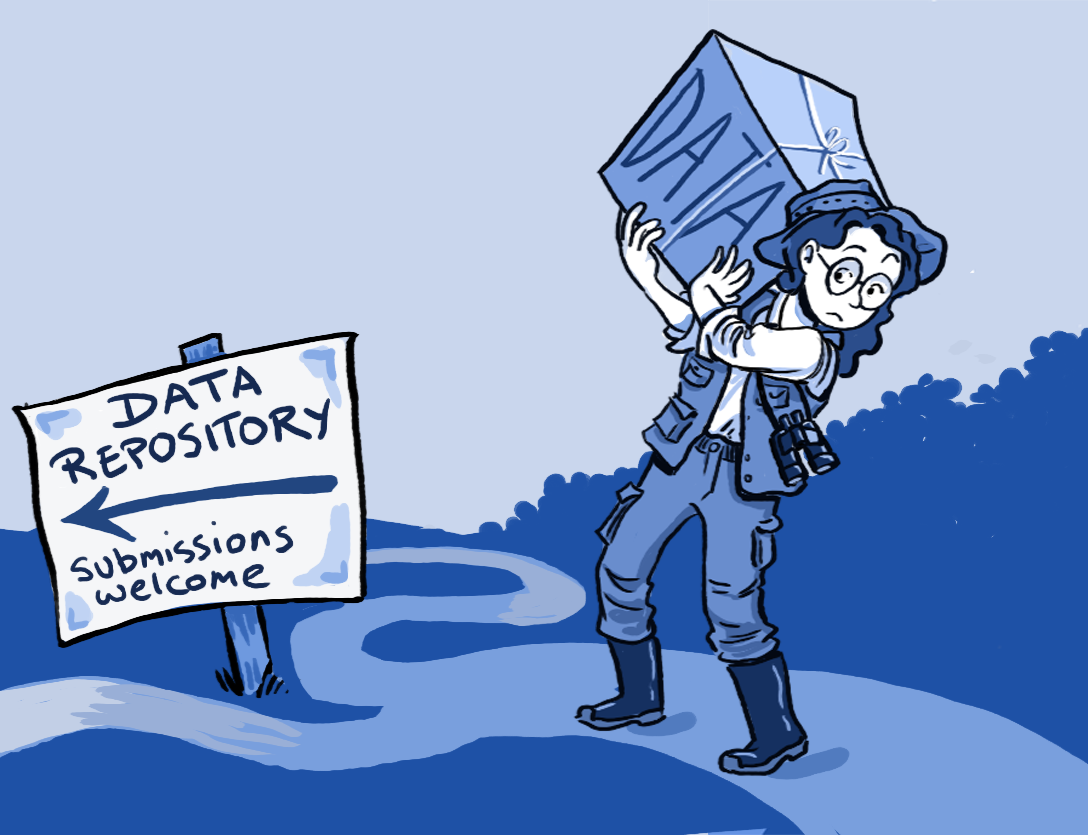
Os cientistas são muitas vezes relutantes em compartilhar seus dados

A tragédia dos anticomuns refere-se a uma situação na qual os direitos sobre um recurso passam a ser detidos por entidades que podem excluir terceiros do uso do mesmo, implicando em sua subutilização.
Este conceito é uma imagem espelhada da tragédia dos comuns que se refere a situações onde vários indivíduos esgotam um recurso comum limitado, pois nenhum dos detentores podem bloquear as ações dos demais.  	
O termo foi primeiramente introduzido por Michelman em 1982, porém tornou-se bastante utilizado após o artigo de Michael Heller em 1998.  Após isso, ainda em 1998, Heller e Eisenberg discursaram sobre como os direitos de patentes concorrentes na área de pesquisas biomédicas poderiam impedir que produtos úteis pudessem chegar ao mercado.
Não apenas a área biomédica, referente ao patenteamento de medicamentos,  é susceptível a tragédia dos anticomuns. Este problema pode ser visto desde a propriedade de espectro de transmissão até patentes de tecnologia.

## A trilogia da propriedade
Segundo Heller (2001), a propriedade foi categorizada em três tipos básicos: privado, comum e do estado.
A propriedade privada diz respeito a quando uma entidade (uma pessoa ou um conjunto de pessoas) tem poder sobre o uso de um determinado recurso.
Já a propriedade comum se refere ao uso de recursos compartilhados, para os quais não existe apenas um detetor de direitos. E, segundo Eggertsson em 2002, os recursos comuns podem ser divididos em duas categorias distintas. A primeira se refere ao acesso aberto ao uso de um recurso, e o segundo tipo refere-se a um regime com um número limitado de pessoas que tem o direito de excluir terceiros, mas que não podem excluir uma as outras.
A propriedade do estado assemelha-se à propriedade privada no sentido de que existe apenas um tomador de decisão sobre o uso, mas difere no sentido de que esse uso deve ser tal que atende às necessidades da sociedade como um todo.
Acredita-se que uma solução para curar o problema da tragédia dos comuns é a privatização do recursos, mas isso pode inadvertidamente desencadear o contrário, o que Heller (1998) chamou de tragédia dos anticomuns. Ele mostrou que o oposto do uso excessivo de um bem comum é a subutilização do mesmo.
Esse conceito torna visível o entendimento de que na verdade existem dois tipos de propriedades privadas, as normais e as anticomuns. E, como Fennell comentou em 2004, "Para simplificar um pouco, a tragédia dos comuns nos diz por que as coisas provavelmente se desmoronarão e a tragédia dos anticomunistas ajuda a explicar por que muitas vezes é tão difícil recuperá-los".
A perspectiva da tragédia dos anticomuns mostra que os conteúdos dos direitos de propriedade são bastante importantes pois quando fragmentados podem gerar subutilização dos recursos.

## Exemplo funcional sobre Fragmentação de propriedade
Schulz, Parisi e Depoorter (2002)  apresentaram um artigo com uma exemplificação de como uma fragmentação da propriedade associa-se ao problema sugerido em torno da tragédia dos anticomuns.
Para tal, considere a situação onde uma pessoa (chamado agente 1) comprou um terreno de uma outra pessoa (agente 2) com o objetivo de plantar um pomar. Mas, uma cláusula da venda impôs que o agente 2 tem direito de levar seus animais a pastarem nestas terras, e esta imposição gerou uma fragmentação dos direitos de uso da terra.
Os dois agentes possuem direitos parciais exclusivos do uso da terra. O agente 1 tem direito de excluir qualquer uso feito pelo agente 2 que não seja o de levar seus animais para pastar na terra. E por sua vez, o agente 2 tem o direito de excluir qualquer uso feito pelo agente 1 que entre em conflito com seu interesse de pastoreio que já havia garantido.
A unidade de direitos sobre a propriedade da terra foi fragmentada, porém ela se mantém benéfica para os dois agentes se for considerada como o melhor uso da terra para ambos.
Considere agora a situação na qual o agente 1 vê a oportunidade de conseguir um valor maior do uso da terra através, por exemplo, da construção de um hotel. Este uso entrará em conflito com o direito do agente 2 de pastorear seus animais. Tendo isto, o agente 2 não irá consentir a intenção do agente 1 de construir um hotel. Por outro lado, se isto se apresentar vantajoso de alguma forma para o agente 2, ele ira consentir esta transformação retirando seu veto, e para tal ele irá tentar maximizar seus ganhos cedendo estes direitos do uso da terra.
Os autores do artigo mostraram que a posição de múltiplos detentores dos direitos sobre as terras cria um problema estratégico, gerando uma subutilização da terra, e que se o agente 1 detivesse todos os diretos sobre a terra, o problema da fragmentação dos direitos seria inexistente, levando-o a obter um valor econômico mais elevado.

## Exemplos Clássicos

### Instituições de mercado na Rússia
No artigo de Heller (1998) sobre transição para as instituições de mercado na Rússia, ele observou que após a queda do comunismo, armazéns de rua em várias cidades da europa estavam vazios enquanto que vários quiosques haviam surgido.
Estes armazéns estão susceptíveis a uma subutilização devido ao fato de possuírem vários donos (que podem ser locais, regionais, agências federais do governo, entre outros), os quais têm direitos de excluir outros de utilizarem o recurso.
Heller concluiu que o fato de alguns prédios em Moscovo estarem vazios se deu do fato de haver múltiplos donos que tinham direitos sobre o uso do espaço de cada prédio. E isso tornava difícil, ou mesmo impossível, para um vendedor iniciante negociar o uso de um espaço com sucesso.
Mesmo que todas as pessoas com direitos sobre o uso dos espaços estivessem perdendo dinheiro com as lojas vazias, as procura por lojas para abertura de comércios estava em grande demanda e os armazéns se mantiveram vazios.

### Pesquisa Biomédica
Rebecca Eisenberg abordou em seu artigo o problema dos anticomuns na indústria de patentes. O exemplo abordado por ela foi na área de pesquisa biomédica, mais especificamente patentes em genes, tratamentos e técnicas particulares, na qual uma análise dos anticomuns permitiu conjecturar sobre os aumentos de preços que podem resultar do aumento do número de patentes complementares necessárias para um determinado corpo de conhecimento. Quando se tem múltiplos detentores de múltiplas patentes, e se existe a necessidade da obtenção de licenças para fazer uso da informação no mercado, isso pode gerar um aumento no preço do comportamento dos detentores das patentes, o que leva à redução do bem-estar econômico.
A fim de apoiar o desenvolvimento de novas tecnologias, na década de 80 o governo norte-americano incentivou universidades a patentear tudo o que produzissem, inclusive trechos de genes. Se um cientista quer desenvolver uma nova droga ligada a um gene patenteado, ele precisa negociar a liberação do uso da informação da patente com o seu detentor. Uma pesquisa típica na área pode gerar a necessidade de numerosas negociações, o que pode levar um cientista a desistência, ocasionando assim perdas para a sociedade.
Embora, em princípio, os detentores das patentes pudessem se unir para fazer acordos, muitas vezes isto não acontece devido aos vieses cognitivos existentes nos proprietários de direitos, o que pode vir a frustar negócios que seriam benéficos. Um exemplo real foi o caso no qual uma patente necessária para a realização de testes para certas mutações do câncer de mama não estava disponível, e isso se deu porque um dos detentores dos direitos do gene humano da BRCA não o liberou no mercado. Este problema pode levar a falsos testes negativos para o câncer, e por conta disso, os tribunais norte-americanos decidiram que os genes humanos não eram patenteáveis.

## Pools de patentes: uma possível solução
Uma das possíveis soluções para o problema dos anticomuns na indústria de patentes consiste na formação de pools de patentes, ou consórcio de patentes.
Consórcio de patentes refere-se a um acordo no qual dois ou mais detentores cedem ou licenciam suas patentes a uma entidade a qual as explorará diretamente ou as licenciará em pacotes para não membros mediante pagamento de royalties pré-determinados. Esta entidade pode ser um dos detentores do direito de propriedade da patente ou uma sociedade especificada para este fim.
Existem duas características comuns a todos os consórcios de patentes. A primeira é o estabelecimento de um mecanismo de regularização de transação, o que substitui a necessidade da negociação individual com cada um dos detentores de patente. E a outra diz respeito a elaboração de um sistema de partilha dos royalties pagos por terceiros, a qual é feita pelos membros.
Um exemplo atual de um consórcio de patentes formado é o caso do domínio RFID (Radio Frequency Identification). Ele foi formado em agosto de 2005 por cerca de 20 empresas ativas neste domínio, e escolheu a Via Licensing para administrar seu pool de patentes em setembro de 2006.
Outro exemplo relevante foi a criação do pool de patentes do padrão de vídeo MPEG-2, o que removeu barreiras na indústria de DVDs. A administração do consórcio pertence a MPEG LA, uma organização privada de licenciamento de patentes, que adquiriu no total os direitos de mais de 20 empresas e uma universidade para licenciar este pool de patentes de aproximadamente 640 patentes mundiais consideradas essenciais para o uso da tecnologia MPEG-2.

### Em português
- FILIPE, José António; FERREIRA,  Manuel Alberto M. e COELHO, Manuel. «A Tragédia dos Anti-Comuns: um novo problema na gestão de recursos» (PDF). Consultado em 19 de junho de 2017
- BOZA, Giordano Catucci; BRENDLER, Gustavo e TIMM, Luciano Benetti. «Pool de Patentes: uma solução para a tragédia dos anticomuns no âmbito das inovações ou um instrumento para o aumento no poder dos proprietários das patentes?» (PDF). Consultado em 19 de junho de 2017
- MENEGATTI, André Luis. «Pools de patentes: entre uma possível solução à tragédia dos anticomuns e ameaças à concorrência». Consultado em 19 de junho de 2017